# Episodi di Heartland (seconda stagione)
La seconda stagione della serie televisiva Heartland è andata in onda sulla rete canadese CBC dal 5 ottobre 2008 al 22 marzo 2009. Per quanto riguarda la versione in lingua italiana, i primi due episodi vengono trasmessi su Rai 1 il 15 agosto 2010, mentre i successivi a partire dal 26 agosto 2011 sulla rete svizzera RSI LA1. Il 29 agosto è cominciata la trasmissione dei nuovi episodi anche su Rai 1.
In Italia, la stagione è stata interrotta senza preavviso il 6 settembre 2011, sebbene fosse in palinsesto fino al 9 settembre 2011, mentre in Svizzera è stata trasmessa regolarmente fino alla sua conclusione.
La stagione riprende su Rai 1 il 18 giugno 2012, partendo dal punto in cui si era interrotta (episodio 9, Mandrie in pericolo), e si conclude il 29 giugno.
| nº | Titolo originale        | Titolo italiano                   | Prima TV Canada  | Prima TV in italiano |
| -- | ----------------------- | --------------------------------- | ---------------- | -------------------- |
| 1  | Ghost Horse             | Il cavallo fantasma               | 5 ottobre 2008   | 15 agosto 2010       |
| 2  | Letting Go              | Un regalo per Amy                 | 12 ottobre 2008  | 15 agosto 2010       |
| 3  | Gift Horse              | Scelte e rinunce                  | 19 ottobre 2008  | 26 agosto 2011       |
| 4  | Dancing in the Dark     | L'eredità di Ray                  | 26 ottobre 2008  | 29 agosto 2011       |
| 5  | Corporate Cowgirls      | Ippoterapia                       | 2 novembre 2008  | 30 agosto 2011       |
| 6  | Holding Fast            | Paura dell'acqua                  | 9 novembre 2008  | 31 agosto 2011       |
| 7  | Sweetheart of the Rodeo | Il rodeo                          | 16 novembre 2008 | 1º settembre 2011    |
| 8  | Summer's End            | Cavalli da salvare                | 29 novembre 2008 | 2 settembre 2011     |
| 9  | Showdown!               | Mandrie in pericolo               | 7 dicembre 2008  | 5 settembre 2011     |
| 10 | True Enough             | L'ospite indesiderato             | 4 gennaio 2009   | 6 settembre 2011     |
| 11 | Starstruck!             | Il fascino di Hollywood           | 11 gennaio 2009  | 7 settembre 2011     |
| 12 | Divorce Horse           | La maledizione del cavallo bianco | 18 gennaio 2009  | 8 settembre 2011     |
| 13 | Seismic Shifts          | Il petroliere                     | 8 febbraio 2009  | 9 settembre 2011     |
| 14 | Do or Die               | Giovani ribelli                   | 15 febbraio 2009 | 12 settembre 2011    |
| 15 | Dark Horse              | Eterne rivalità                   | 1º marzo 2009    | 13 settembre 2011    |
| 16 | The Ties That Bind      | Il furto                          | 8 marzo 2009     | 14 settembre 2011    |
| 17 | Full Circle             | Con affetto, Victor               | 15 marzo 2009    | 15 settembre 2011    |
| 18 | Step By Step            | Fuori dalla tormenta              | 22 marzo 2009    | 16 settembre 2011    |

## Il cavallo fantasma
- Titolo originale: Ghost Horse

### Trama
Un cavallo bianco compare davanti a Emy ogni volta che succede qualcosa.

## Un regalo per Amy
- Titolo originale: Letting Go

## Scelte e rinunce
- Titolo originale: Gift Horse

## L'eredità di Ray
- Titolo originale: Dancing in the Dark

### Trama
Quando uno dei più famosi proprietari di bestiame muore, tutta la comunità si raduna per portare la sua mandria ai pascoli.

## Ippoterapia
- Titolo originale: Corporate Cowgirls

### Trama
Il ranch di Lou accoglie delle sue amiche di New York e le aiuta a sanare le ferite dell’anima. 

## Paura dell'acqua
- Titolo originale: Holding Fast

### Trama
Come fa una piccola pozzanghera a spaventare un cavallo? Forse percepisce i ricordi del suo padrone e aiutando l’animale Emy aiuterà anche lui.

## Il rodeo
- Titolo originale: Sweetheart of the Rodeo

### Trama
Il rodeo annuale risveglia l’agonismo tra i vari ranch e Lou vuole riprendersi da una sconfitta che ha ricevuto da bambina. 

## Cavalli da salvare
- Titolo originale: Summer's End

### Trama
I mustang sono cavalli selvaggi non domati, che per legge non possono appartenere a nessuno, per questo Melody s’insospettisce trovando alcuni di loro rinchiusi in un recinto abbandonato. 

## Mandrie in pericolo
- Titolo originale: Showdown!

### Trama
Quando un elicottero sorvola i pascoli di Hudson alcune mandrie di bovini scompaiono. Tim rischia la vita cercando di salvare la sua.

## L'ospite indesiderato
- Titolo originale: True Enough

### Trama
Tim è ferito alla spalla e viene ospitato dalle figlie, ma la cosa infastidisce non poco il vecchio Jack, suo suocero. Ashley vuole sfuggire alle continue liti con sua madre e si rifugia nella roulotte di Caleb.

## Il fascino di Hollywood
- Titolo originale: Starstruck!

### Trama
Il ranch di Lou va alla grande, tanto che una stella del cinema lo sceglie per imparare a entrare  nella parte della cavallerizza, ma sembra intromettersi un po’ troppo nel privato della famiglia.

## La maledizione del cavallo bianco
- Titolo originale: Divorce Horse

### Trama
Un’amica di Lou vuole organizzare il suo matrimonio al ranch, ma una serie di imprevisti sembra bloccare tutto. Nel Lory è pronta a credere a una vecchia leggenda, che sembra creare scompiglio in tutte le coppie della zona. 

## Il petroliere
- Titolo originale: Seismic Shifts

### Trama
Lou si ritrova a chattare online con un corteggiatore segreto mentre la contea deve affrontare una compagnia petrolifera che vuole perforare pozzi per ricerca petrolifera nella zona.

## Giovani ribelli
- Titolo originale: Do or Die

### Trama
Jack accetta di ospitare per qualche giorno al ranch dei ragazzi difficili affidati ai servizi sociali, proprio come ha fatto con Ty.

## Eterne rivalità
- Titolo originale: Dark Horse

### Trama
Il piccolo pony Sugarfood è in pericolo, così Lou decide di riorganizzare il vecchio Hudson Derby, una corsa a lunga distanza, per raccogliere fondi. I primi due a iscriversi sono proprio suo padre Tim e il nonno Jack, che nell’ultima edizione di dieci anni prima si erano scontrati duramente.

## Il furto
- Titolo originale: The Ties That Bind

### Trama
Emi non riesce a darsi pace per la scomparsa del suo cavallo Spartan e lo cerca insieme a Ty in tutte le aste della zona. E scoprirà che ad averlo rapito è una loro vecchia conoscenza.

## Con affetto, Victor
- Titolo originale: Full Circle

### Trama
Jack e Tim riportano Spartan al ranch, ma lui non è più lo stesso. Emy allora rilegge gli appunti di sua madre (che prima di lei  sussurrava ai cavalli) e scopre un vecchio amico che le insegna i ritmi della natura e lo spirito degli uomini-medicina dei nativi.

## Fuori dalla tormenta
- Titolo originale: Step By Step